# Apanteles ruficornis
Apanteles ruficornis är en stekelart som först beskrevs av Christian Gottfried Daniel Nees von Esenbeck 1834.  Apanteles ruficornis ingår i släktet Apanteles och familjen bracksteklar. Arten är reproducerande i Sverige. Inga underarter finns listade i Catalogue of Life.